# Союз детей Кореи
Союз детей Кореи (Детский союз Кореи, кор. 조선소년단?, 朝鮮少年團?, Сонендан) — пионерская организация в КНДР:202.
Организация основана 6 июня 1946 года. Объединяет всех школьников в возрасте 7—13 лет.
При вступлении в Союз ребёнок произносит следующую клятву:

Я, вступая в славный Союз детей Кореи, основанный Великим Вождём Генералиссимусом Ким Ир Сеном, и озаряемый Любимым и уважаемым Полководцем Ким Чен Иром, перед всем Союзом детей клянусь всей душой всегда и везде думать и действовать в соответствии с учением Генералиссимуса Ким Ир Сена и Полководца Ким Чен Ира, всегда жить так, чтобы стать надёжным резервистом лучезарного чучхейского революционного героического строительства коммунизма, продолжающегося из поколение в поколение.
Оригинальный текст (кор.)
나는 위대한 수령 김일성 대원수님께서 세워주시고 경애하는 김정일 장군님께서 빛내여주시는 영광스러운 조선소년단에 입단하면서 언제 어디서나 김일성 대원수님과 김정일 장군님의 가르치심 대로 생각하고 행동하면, 주체혁명위업을 대를 이어 빛내여 나가는 공산주의 건설의 믿음직한 후비대로 억세게 자라날 것을 소년단 조직 앞에 굳게 맹세합니다.

Дети принимают активное участие в жизни страны под руководством Социалистического союза патриотической молодёжи. Они помогают взрослым, занятым в сельском хозяйстве, собирают металлолом и макулатуру. Участвуют в различных общенациональных кампаниях, например, в движении «Наша школа — наш пост», в рамках которой собираются средства на нужды армии. Так, например, по случаю юбилея ССПМ в 2018 году школьники преподнесли в дар Корейской народной армии несколько самоходных артиллерийских установок. Средства, на которые изготовлено вооружение, они собрали, участвуя в «Движении за добрые дела» по сбору металлолома и другого вторсырья, разведению мелких домашних животных, оказанию помощи взрослым на селе и производстве.
Обычно дети КНДР регулярно посещают политико-идеологические собрания, посвящённые изучению идеологий чучхе и сонгун, биографий Ким Ир Сена и Ким Чен Ира, критике и самокритике.
Лидер КНДР Ким Чен Ын на VIII съезде Детского союза Кореи 6 июня 2017 года заявил:
«Детский союз Кореи — это детская революционная организация чучхейской ориентации, созданная и заботливо выпестованная великим вождём Генералиссимусом Ким Ир Сеном и великим руководителем Генералиссимусом Ким Чен Иром, это массовая политическая организация корейских детей, которые растут надёжными продолжателями революции, сменой партии и Союза молодёжи».
Члены организации носят значки с изображением флага КНДР, на фоне которого — маленькая пятиконечная звезда с тремя языками пламени, символизирующими единство трёх поколений.

## Съезды и конференции Союза детей Кореи
Съезды:
- I съезд — 6 июня 1946 г.[6]
- II съезд —
- III съезд —
- IV съезд —
- V съезд — 6 июня 1994 г. [7][8]
- VI съезд — 6 июня 2006 г.[7]
- VII съезд — 6 июня 2013 г.[9][10]
- VIII съезд —  6-7 июня 2017 г.[11]
- IX съезд — 26-27 декабря 2022 г.[12][13]

## В филателии
Союзу детей Кореи были посвящены следующие почтовые выпуски КНДР:
- 7 июня 1956 — к 10-летию организации выпущена почтовая марка с изображением горниста и барабанщицы организации[2]:21[14]:11;
- 1 июня 1961 — к 15-летию организации выпущены три почтовые марки с пионерским значком и пионерскими занятиями (плавание, «7-летний план для мальчиков и девочек», турпоход по местам, связанным с революцией)[2]:49[14]:24;
- 6 июня 1966 — к 20-летию организации выпущена почтовая марка с пионерским значком, пионерами и текстом: «Знания», «Идейность», «Физическая закалённость» (지덕체)[2]:93[14]:46[15];
- 6 июня 1971 — к 25-летию организации выпущена почтовая марка с изображением эмблемы организации[14]:65[16][2]:133;
- 1 июня 1974 — к 28-летию организации выпущен почтовый блок с изображением Ким Ир Сена и пионеров и текстом «Уважаемый лидер товарищ Ким Ир Сен среди молодёжи» (청손년들속에 계시는 경애하는 수령 김일성동지), а также цитатой Ким Ир Сена[14]:80—81:

Вы — бутоны нашей Родины и её будущая опора. Когда вы веселы, радостно и нам; когда вам хорошо, — и мы испытываем подъём сил. Какие бы ни были трудности, не падайте духом, не отчаивайтесь, всегда верьте в победу. Растите счастливыми, овладевайте знаниями, становитесь полезными работниками своей Родины:165.
Оригинальный текст (кор.)…너희들은 우리 조국의 꽃봉오리이며 앞날의 기둥이다. 너희들이 명랑할 때 우리도 명랑하고 너희들이 잘 자라면 우리도 기운이 솟는다.

어떠한 고난속에서도 실망과 비관이 없이 승리의 신심을 가지고 어서어서 무럭무럭 커서 조국의 훌륭한 일군이 되여라!…